# Roberto di Ketton
Roberto di Ketton, latino: Robertus Ketenensis (1110? – 1160?), è stato un teologo, astronomo, arabista e un traduttore medievale inglese del XII secolo.
Ketton, dove Roberto nacque e forse prese i primi ordini, è un piccolo villaggio nel Rutland, a pochi chilometri da Stamford (Lincolnshire).
Si crede che Roberto (chiamato talora Roberto di Chester, Robert de Retz o Robert Kennet) abbia ricevuto la sua istruzione nella cattedrale-scuola di Parigi. Nel 1134 viaggiò dalla Francia verso Oriente per quattro anni, col suo allievo e amico Ermanno di Carinzia (anche noto come Herman Dalmatin). Visitarono l'Impero bizantino, l'entità crociata di Outremer in Palestina e Damasco. Entrambi divennero così traduttori assai apprezzati dall'arabo in latino. Nel 1141 Roberto si spostò in Spagna dove la divisione, e spesso la convivenza, della Penisola iberica fra musulmani e cristiani (con l'elemento ebraico assai attivo economicamente e culturalmente) aveva reso la regione una base privilegiata per l'opera traduttoria. Alcune fonti lo identificano con Roberto di Chester (latino Robertus Castrensis), che fu attivo anch'egli in Spagna come traduttore verso la fine degli anni quaranta del XII secolo.
Sebbene avesse avuto l'appoggio dalla Chiesa, diventando nel 1143 Arcidiacono di Pamplona, le preferenze di Roberto furono certamente per l'attività di traduzione di lavori scientifici più che teologici. È noto che egli studiò Euclide e per aver tradotto l'opera astronomica di al-Battani e i lavori medici di Avicenna, e sembra che egli non avrebbe curato la traduzione, della quale sarebbe invece diventato massimamente famoso, del Corano, senza l'incoraggiamento pressante dell'Abate francese di Cluny, Pietro il Venerabile, che desiderava avere accesso ai contenuti del libro sacro islamico, anche per poter controbattere ai suoi contenuti. Nel 1142 Roberto e altri studiosi incontrarono Pietro il Venerabile, che si trovava in visita in Spagna, e Roberto cominciò a tradurre in latino il testo arabo del Corano. La traduzione fu completata nel 1143 e fu intitolata Lex Mahumet pseudoprophete, che divenne in tal modo la prima tradizione del libro in una lingua europea, rimanendo lo standard di riferimento fino al XVI secolo e all'opera di traduttori italiani che emendarono la traduzione di Roberto dai suoi non trascurabili errori, dovuti a una scarsa conoscenza del pensiero islamico.
L'ultima notizia che abbiamo di Roberto è la sua nomina a canonico di Tudela, in Navarra, nel 1157.